# Max Pressler

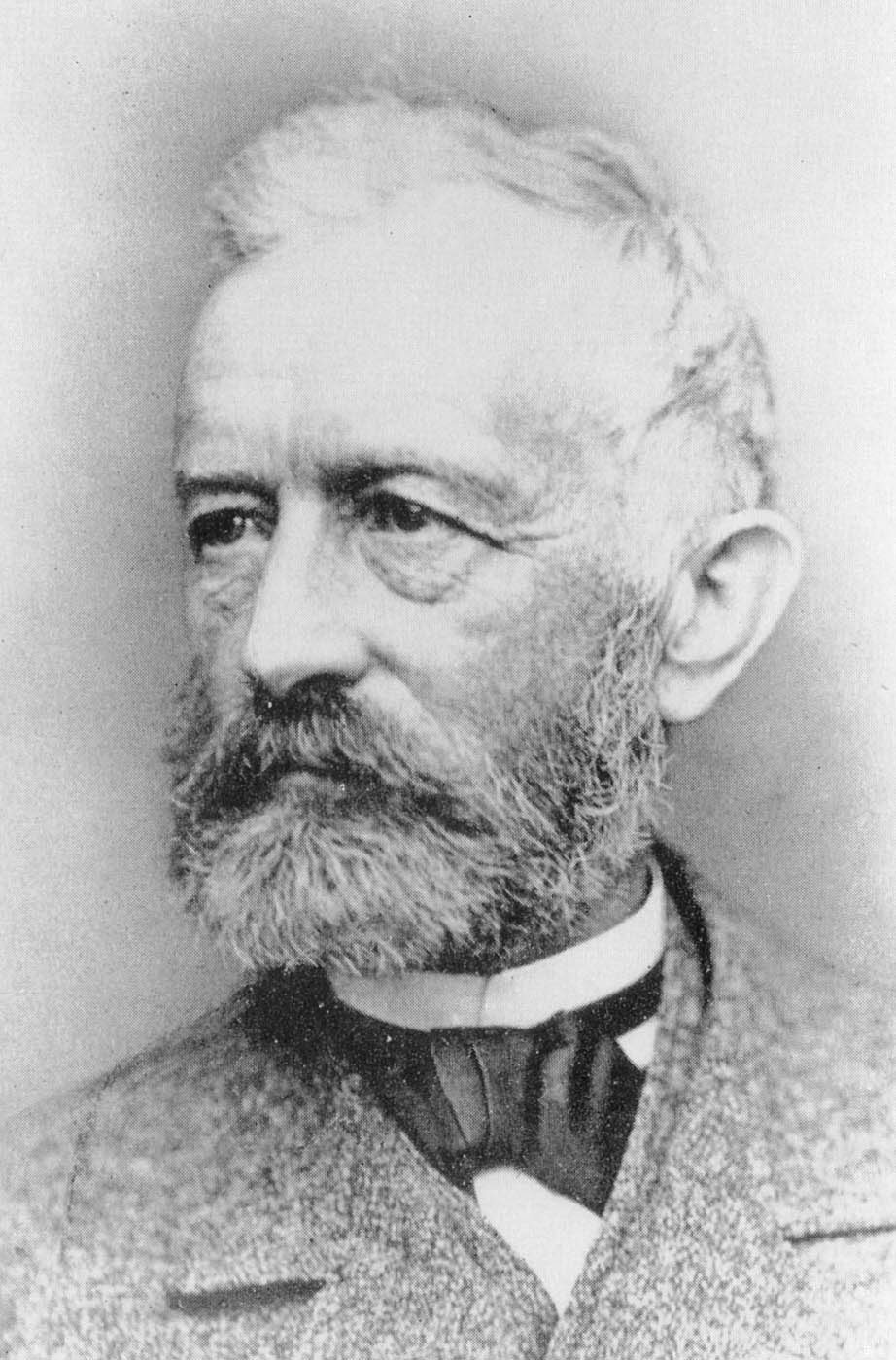
Max Pressler

Max Robert Pressler (tyska: Max Robert Preßler), född 17 januari 1815 i Dresden, död 30 september 1886 i Tharandt, var en tysk skogsman.
Pressler var 1840–1883 professor i matematik och ingenjörsvetenskap vid skogs- och lantbruksinstitutet i Tharandt. Med sitt arbete Der rationelle Waldwirth, vars första upplaga utkom 1858–1865, och sina övriga skrifter gav han uppslag till ett nytt system inom skogshushållningen (det så kallade finansiella skogsbrukssättet), varjämte han genom uppfinningen av "tillväxtborret" och utgivandet av flera praktiskt uppställda tabellverk i hög grad underlättade tillväxtundersökningar av stående skog.